# 比豪爾凱賴斯泰什

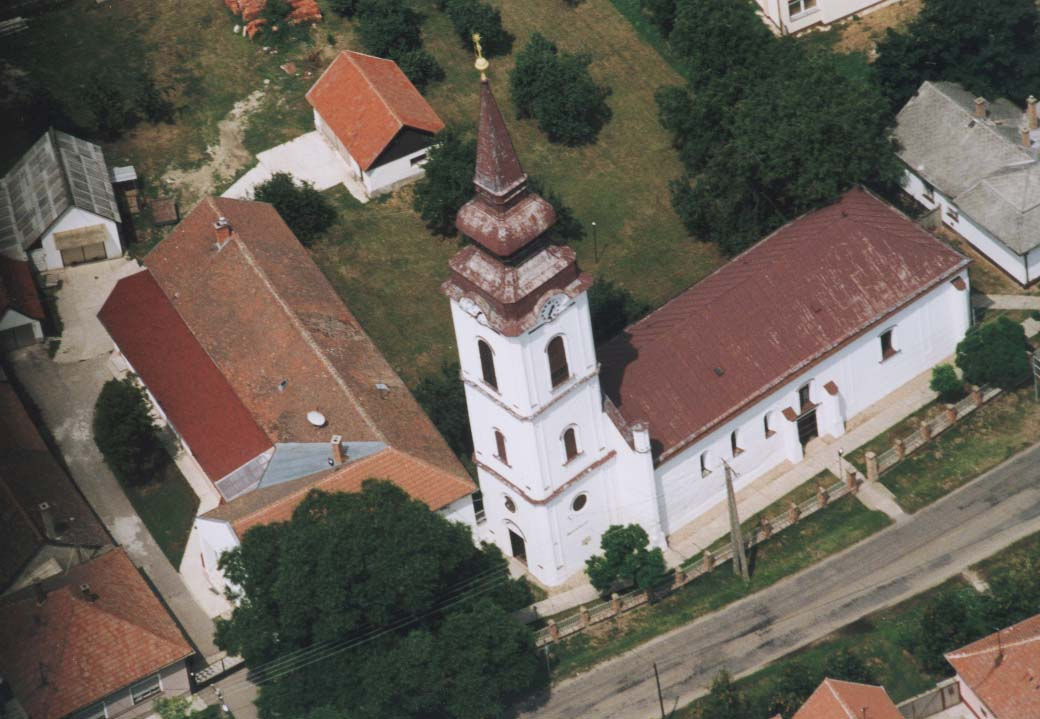

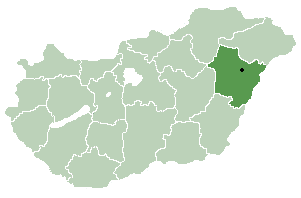

比豪爾凱賴斯泰什是匈牙利的城鎮，位於該國東部，由豪伊杜-比豪爾州負責管轄，面積49.26平方公里，2011年人口3,851，其中約六成居民信奉基督教。
47°08′N 21°43′E / 47.133°N 21.717°E